# Kirsten Ohm

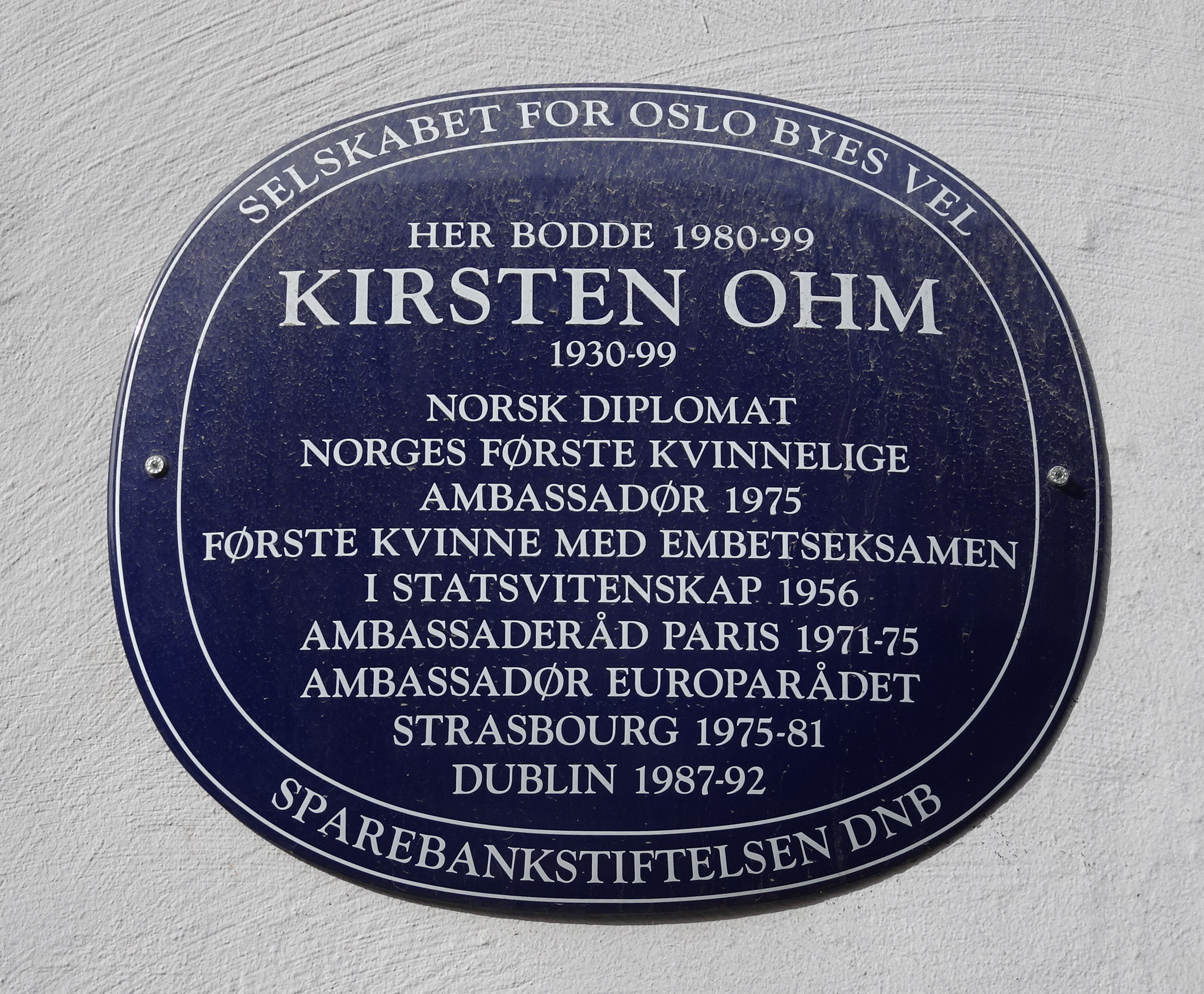
Placa memorial azul em homenagem a Kirsten Ohm, afixada na parede da Huitfeldts gate 11.

Kirsten Ohm (27 de setembro de 1930 - 20 de julho de 1999) foi uma diplomata norueguesa. Ela foi a primeira mulher embaixadora da Noruega.
Ela nasceu em Narvik, e formou-se com uma licenciatura em ciência política em 1956. Sendo a primeira mulher a fazê-lo, ela posteriormente tornou-se na segunda mulher a inscrever-se no programa de treino do Ministério dos Negócios Estrangeiros da Noruega em 1959. Ela foi nomeada para o serviço de relações externas no Ministério dos Negócios Estrangeiros em 1960, novamente como a primeira mulher. No início da sua carreira serviu como secretária da embaixada em Paris a partir de 1961, sendo transferida para a delegação norueguesa das Nações Unidas em 1964. Ela voltou para a Noruega em 1967.
Depois de servir como secretária adjunta no Ministério dos Negócios Estrangeiros a partir de 1971, tornou-se conselheira da embaixada em Paris em 1972 e representante permanente no Conselho Europeu em 1975. A partir de 1981 foi conselheira especial do Ministério dos Negócios Estrangeiros e, de 1987 a 1992, embaixadora da Noruega na República da Irlanda.